# Seggiano
Seggiano är en ort och kommun i provinsen Grosseto i regionen Toscana i Italien. Kommunen hade 981 invånare (2018).